# René Herbst
René Herbst (París, 1891-1982) fue un arquitecto y decorador francés.

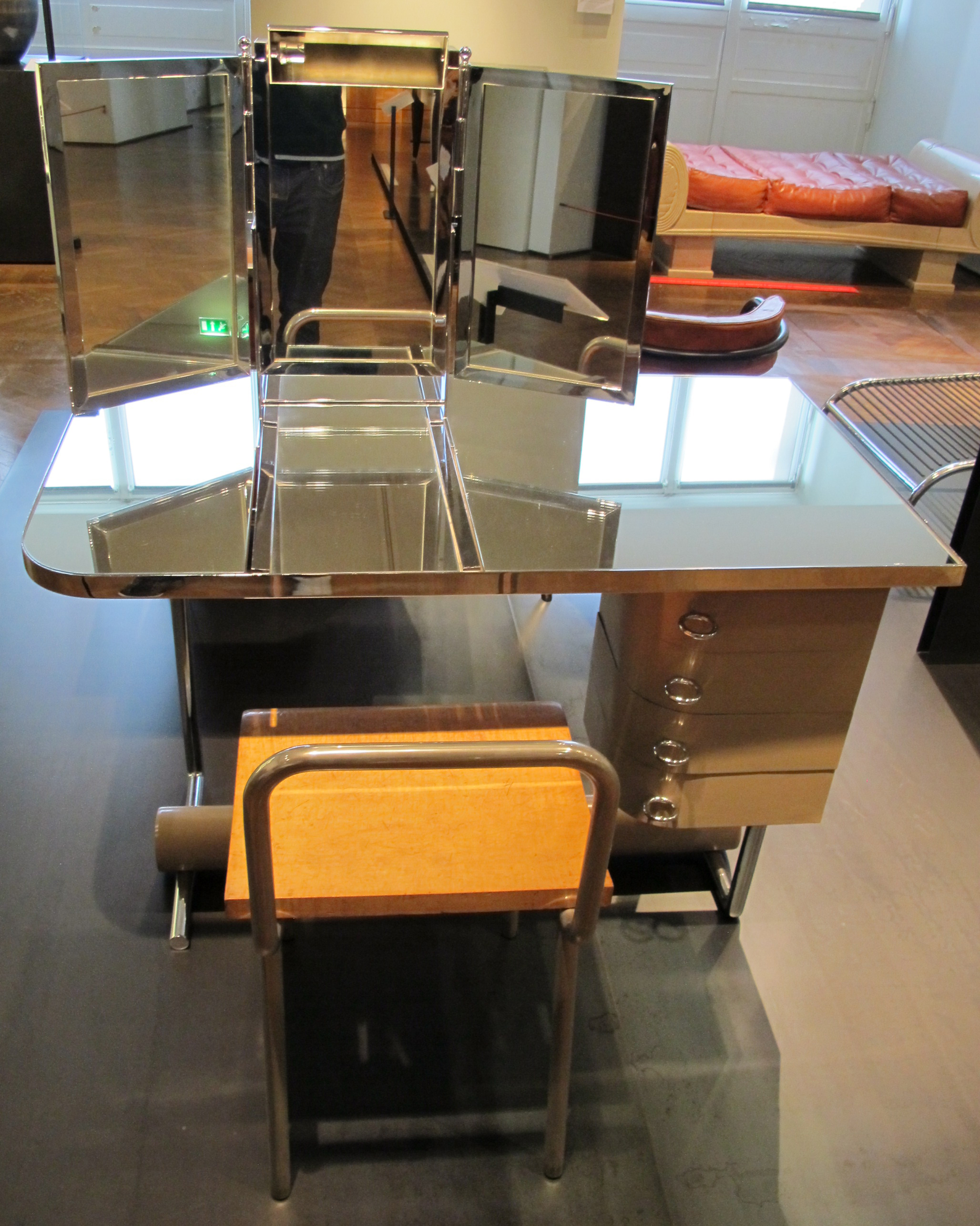
Tocador de la princesa Aga Khan (1932), Museo de las Artes Decorativas, París

Cofundador de la Union des Artistes Modernes (UAM), fue entre 1921 y 1961 una de las figuras más relevantes en las artes modernas. Trabajó intensamente en la industrialización del mobiliario desde una perspectiva social, con el fin de permitir el acceso de las masas a los bienes de diseño. Fue un firme defensor del mobiliario en metal y vidrio, creador de vitrinas expositivas y escaparates. A él le debemos la silla «Sandow». Fue uno de los primeros en emplear la madera moldeable para fabricar muebles.
Donó su extenso archivo a la biblioteca del Museo de las Artes Decorativas. 